# Isobel Campbell
Isobel Campbell (née le 27 avril 1976 à Glasgow) est une chanteuse, violoncelliste et compositrice écossaise.

## Biographie
Isobel Campbell était la chanteuse du groupe pop Belle and Sebastian depuis sa création en 1996. Elle y chante et y joue du violoncelle ; elle coécrit aussi la chanson Legal Man (2000) qui se classe dans le top 20 britannique. Elle quitte le groupe en 2002 pour des raisons personnelles. 
Entre-temps, elle sort avec son groupe, The Gentle Waves, son premier album sur le label Jeepster Records, The Green Fields of Foreverland, en 1999. Leur second album, Swansong for You sort l'année suivante. En 2002, elle collabore avec le jazzman écossais Bill Wells sur une série de chansons de Billie Holiday, parue sur le label Creeping Bent.
En 2003, Campbell publie Amorino, son premier album solo qui est bien reçu par la critique. Bill Wells participe au projet, accompagné de plusieurs autres musiciens de jazz. Son deuxième album solo, Milkwhite Sheets est sort en novembre 2006 et se situe dans une veine plus folk.
Elle collabore également avec Mark Lanegan chanteur de Screaming Trees et des Queens of the Stone Age. Leur collaboration donne naissance à trois albums, Ballad of the Broken Seas en mars 2006, nommé au Mercury Music Prize, puis Sunday At Devil Dirt en 2008 et enfin Hawk en 2010.
En juin 2022, Isobel Campbell s'essaie au français sur l'EP de Son parapluie, en collaboration avec Jérôme Didelot du groupe Orwell. Ce mini-album contient également des remixes de Martin Carr (The Boo Radleys) et Jah Wobble (PiL). 

## Discographie

### Albums studio
- 1999 - The Green Fields of Foreverland
- 2000 - Swansong For You
- 2003 - Amorino
- 2006 - Milkwhite Sheets
- 2020 - There is No Other…
- 2024 - Bow to Love

### Collaborations
avec Bill Wells
- 2002 - Ghost of Yesterday (Mini-album)

avec Mark Lanegan
- 2006 - Ballad of the Broken Seas
- 2008 - Sunday at Devil Dirt
- 2010 - Hawk